# 最終盜劫
《最終盜劫》（羅馬化：Plon Nuea Mek），為一部翻拍自泰國同名電影的懸疑動作劇。由奔·邦啦離執導，查納鵬·薩達亞與凱瑟琳·諾伊普恩領銜主演。2024年1月23日起，每週一至週五晚間七點於Ch7HD首播。

## 劇情簡介
當他們為了尋找真相而被迫搶劫時，大膽的行動開始了。

## 演員陣容
註：括號內的演員姓名為小名。

### 主演
- 查納鵬·薩達亞（Aof） 飾演 Nueamek
- 凱瑟琳·諾伊普恩（Pupe） 飾演 Olive

### 配角
- 瓦拉甘·薩瓦功（Chap） 飾演 Fai
- 塔娜薩拉·哈德森（Alice） 飾演 Muailek
- 旺沙通·頌斯里（Sun） 飾演 Teenoi
- 斯米蘭·德米瓦尼（Visa） 飾演 Sita
- 卡寧·普特瑪南（Ndol） 飾演 Thanin
- 肯娜希妮·薩普米（Eve） 飾演 Fahsai
- 艾卡潘·班魯里特（Tide） 飾演 Ari
- 普塔里·普隆班丹（Wit） 飾演 Huat
- 皮緹·佟澤（Pete） 飾演 Wat
- 蘇拉吾·麥幹（Noom） 飾演 Banthat
- 朗斯洛·潘鵬（英语：Rangsiroj Panpeng）（Aek） 飾演 Tai
- 坦納永·王特拉庫（英语：Thanayong Wongtrakul）（Kradum） 飾演 Itthiphol
- 查蒙坤·班彭（Tik） 飾演 Ekkachai
- 奧帕彭·奇塔潘（Pond） 飾演 Rong
- 南緹普·暹通（Thip） 飾演 Wilai
- 瓊普努特·潘朋（Somo） 飾演 Madam Li
- 吉拉帕特·潘根 飾演 Non

## 劇集迴響

### 泰國電視收視
- 收視最低的集數以藍色表示，收視最高的集數以紅色表示，而空格則表示該集的收視沒有相關數據。

| 集數 No.   | 播放日期      | 播放時段 (UTC+07:00) | 平均收視率 | 來源 |
| ---------- | ------------- | -------------------- | ---------- | ---- |
| 1          | 2024年1月23日 | 星期二 19:00         | 4.7        |      |
| 2          | 2024年1月24日 | 星期三 19:00         | 4.1        |      |
| 3          | 2024年1月25日 | 星期四 19:00         | 4.0        |      |
| 4          | 2024年1月26日 | 星期五 19:00         |            |      |
| 5          | 2024年1月29日 | 星期一 19:00         |            |      |
| 6          | 2024年1月30日 | 星期二 19:00         |            |      |
| 7          | 2024年1月31日 | 星期三 19:00         |            |      |
| 8          | 2024年2月1日  | 星期四 19:00         |            |      |
| 9          | 2024年2月2日  | 星期五 19:00         |            |      |
| 平均收視率 | 平均收視率    | 平均收視率           |            | 1    |

^1  基於每集的平均觀眾份額。

## 外部連結
- MyDramaList上的劇情簡介 （页面存档备份，存于）（英文）
- 豆瓣电影上《最終盜劫》的資料 （简体中文）